# عایشه کورو
عایشه کورو (انگلیسی: Ayşe Kuru؛ زادهٔ ۲ ژانویهٔ ۱۹۷۴) بازیکن فوتبال اهل ترکیه است.
از باشگاه‌هایی که در آن بازی کرده‌است می‌توان به باشگاه فوتبال اف‌سی‌آر ۲۰۰۱ دویسبورگ اشاره کرد.
وی همچنین در تیم ملی فوتبال زنان ترکیه بازی کرده‌است.